# Aloe djiboutiensis
Aloe djiboutiensis ist eine Pflanzenart der Gattung der Aloen in der Unterfamilie der Affodillgewächse (Asphodeloideae). Das Artepitheton djiboutiensis verweist auf das Vorkommen der Art in Djibouti.

## Beschreibung

### Vegetative Merkmale
Aloe djiboutiensis wächst stammlos, ist einzeln oder verzweigt und bildet dann kleine Gruppen. Die bis zu 30 ausgebreitet-zurückgebogenen Laubblätter sind zugespitzt. Ihre dunkel jadegrüne Blattspreite ist 15 Zentimeter lang und 4 Zentimeter breit. Auf ihr befinden sich beiderseits lange weiße elliptische Flecken, die bis zu 3 Zentimeter lang sind. Die festen, rötlich gespitzten Zähne am weißlichen, knorpeligen Blattrand sind 3 Millimeter lang und stehen 8 Millimeter voneinander entfernt. Der Blattsaft ist orangegelb. Er trocknet braun.

### Blütenstände und Blüten
Der Blütenstand besteht aus bis zu zwölf Zweigen und erreicht eine Länge von bis zu 30 Zentimeter. Die ziemlich dichten Trauben bestehen aus einseitswendigen Blüten und sind 5 bis 25 Zentimeter lang. Die spitzen, bräunlichweißen Brakteen weisen eine Länge von 3 Millimeter auf. Die zylindrischen, rötlich rosafarbenen Blüten sind klein weiß gefleckt und stehen an 6 Millimeter langen Blütenstielen. Die Blüten sind 18 bis 22 Millimeter lang. Auf Höhe des Fruchtknotens weisen die Blüten einen Durchmesser von 7 bis 8 Millimeter auf. Ihre äußeren Perigonblätter sind auf einer Länge von 8 Millimetern nicht miteinander verwachsen. Die Staubblätter und der Griffel ragen 2 Millimeter aus der Blüte heraus.

## Systematik und Verbreitung
Aloe djiboutiensis ist in Dschibuti und Eritrea verbreitet.
Die Erstbeschreibung durch Thomas A. McCoy wurde 2007 veröffentlicht.

## Nachweise